# Mănăstirea Durău
Mănăstirea Durău este o mănăstire ortodoxă de călugărițe situată în localitatea Durău din comuna Ceahlău (județul Neamț). Construcția ei datează din secolele XIX - XX.
Mănăstirea Durău a fost inclusă pe Lista monumentelor istorice din județul Neamț din anul 2015, având codul de clasificare NT-II-a-B-10607 și fiind alcătuită din următoarele 6 obiective:
- Biserica „Buna Vestire” - datând din 1835, având codul NT-II-m-B-10607.01
- Casa mitropolitului Veniamin Costachi - datând din anul 1832, având codul NT-II-m-B-10607.02
- Casa monahului Varahil Moraru - datând din sec. al XIX-lea, având codul NT-II-m-B-10607.03
- Stăreția - datând din sec. al XIX-lea, având codul NT-II-m-B-10607.04
- Clopotnița de zid - datând de la începutul sec. al XX-lea, având codul NT-II-m-B-10607.05
- Clopotnița de lemn - datând din perioada 1830 - 1835, având codul NT-II-m-B-10607.06

## Istoric

### Loc de sihăstrie
Cu sute de ani în urmă, credincioși cucernici s-au așezat în jurul muntelui Ceahlău. Pustnicii au trăit în grote, nevoindu-se în aceste locuri vitrege. În anumite perioade călugării au înființat schituri care au ars sau au fost acoperite de avalanșe.
Mănăstirea Durău este situată la o distanță de 5 km de Cascada Duruitoarea, de la care și-a luat numele. Existența unui schit de maici la poalele Ceahlăului datează încă de la anul 1600, el fiind condus într-o vreme de maica Mariana, fiică de voievod moldovean și nepoata domnitorului Vasile Lupu. Prima atestare documentară a Mănăstirii Durău are loc într-un act din anul 1779, stareță fiind la acea vreme schimonahia Nazaria. În anul 1787, schimonahia Nazaria a fost numită ca stareță a Schitului Văratec, ea fiind urmată acolo de toate maicile de la Schitul Durău. Schimonahia Nazaria a condus soborul mănăstirii Văratec în perioada 1788-1814, fiind ajutată de duhovnicul Iosif.
Ca urmare a faptului că așezământul de la Durău era abandonat, mitropolitul Veniamin Costachi l-a transformat în 1802 în schit de călugări.
Ieroschimonahul Petru a adus la Durău călugări de la schiturile din apropiere. Pe la 1830, schitul Durău se afla sub ascultarea Schitului Hangu.

### Construirea actualei biserici

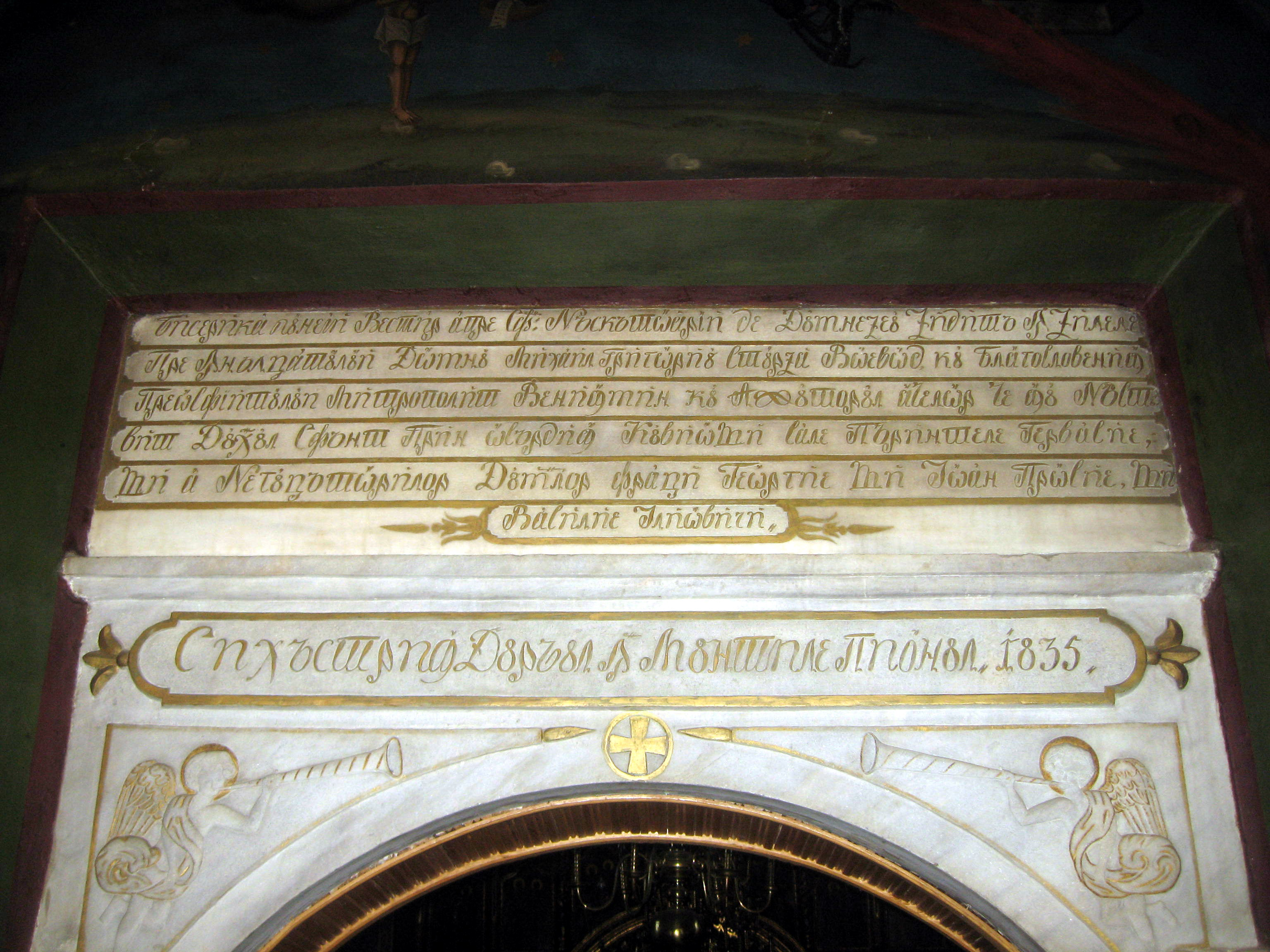
Pisania de deasupra intrării din pridvor în pronaos

Biserica de lemn a schitului s-a deteriorat odată cu trecerea anilor astfel că pe locul unde se afla ea a fost construită în perioada 1832-1835 o biserică de zid, mai trainică. Ridicarea noii biserici s-a realizat de către câțiva călugări de la mănăstirile Neamț și Secu, ajutați de schimonahia Safta Brâncoveanu și de , prin osârdia egumenului (nacealnicul) Ghervasie, originar din Mănăstirea Neamț. Cheltuielile au fost suportate de trei negustori înstăriți din Piatra Neamț (frații Gheorghe și Ioan Prosie și Vasile Iliovici). Tot în 1835 a fost construit și un turn-clopotniță de zid, cu două etaje. Biserica a fost sfințită de mitropolitul Veniamin Costachi, primind hramul „Buna Vestire”.
Deasupra intrării din pridvor în pronaos se află o pisanie scrisă în limba română cu caractere chirilice având următorul cuprins: „Biserica Bunei Vestiri a pre Sf. Născătoarii de Dumnezeu zidită în zilele Pre Înalțatului Domnu Mihail Grigoriu Sturza Voevod, cu blagoslovenia Preosfintului Mitropolit Veniamin, cu ajutorul acelor ce au năstăvit Duhul Sfânt, prin osârdia cuvioșii sale părintele Ghervasie și a neguțătorilor dumnealor frați Gheorghie și Ioan Prosie, și Vasilie Iliovici. Sihăstria Durăul în Muntile Pionul. 1835”.
Pridvorul bisericii și catapeteasma din lemn de tei au fost pictate în ulei, în anul 1853, de către pictorul grec Haralambie Agnostul din Constantinopol. Cu acel prilej, a fost pictat pe peretele vestic al pridvorului, în stânga intrării, un tablou votiv cu următoarea inscripție cu caractere chirilice: „Ghervasie s[c]himonah cu metaniia din sf[â]nta mănăstirea Neamțului fiind nacealnec acestui sf[â]nt lăcaș Durău și biserica din temelie zidită prin osârdiia cuvioșiei sale și împreună [cu] ostenitori[i] părinți, Pimen ieros[c]himrnah și Macarii s[c]himonah”.
Mănăstirea Durău s-a dezvoltat în secolul al XIX-lea. Mitropolitul Veniamin Costachi avea o reședință aici. În cea de-a doua jumătate a secolului al XIX-lea și la începutul veacului următor au fost construite în jurul bisericii mai multe case călugărești. Durăul avea în anul 1909 un număr de 44 de monahi și statut de mănăstire cu două schituri: Tarcău și Bisericani. Iustin Pârvu a intrat în 1936 ca frate la Schitul Durău, rămânând aici timp de un an după care s-a înscris la Seminarul Teologic de la Mănăstirea Cernica.
Pereții interiori ai bisericii au fost pictați în perioada 1936-1937 de către pictorul Nicolae Tonitza și studenții săi de la Academia de Arte Frumoase din Iași, lucrările desfășurându-se cu cheltuiala doctorului Paul Gotcu și a altor credincioși creștini. Picturile au fost realizate în tehnica encaustică, fiind reprezentate motive împrumutate din ocupațiile, portul și înfățișarea locuitorilor din aceste părți. Deasupra intrării în pronaos a fost pictată următoarea inscripție: „Cu voia Tatălui, binecuvântarea Fiului și ajutorul Sfântului Duh, în vremea păstoriei I.P.S. Nicodim, mitropolitul Moldovei, prin strădania doctorului Paul Gotcu și sprijinul câtor-va drept credincioși creștini, împodobitu-s'a acest sfânt lăcaș, în milostivă clacă, de studenții și diplomații Academiei de Arte-Frumoase din Iași, sub călăuza dascălului lor, zogravul N. Tonitza. Sfințirea lucrului de zugrăvire și înoire s'a făcut cu strălucită sărbătoare la 14 septembr. 1937.”. Sfințirea lucrărilor de pictură a avut loc la 14 septembrie 1937. Pictura murală a fost curățită în anul 1969 de zugravi restauratori.
În anul 1944 ieromonahii de la Durău (printre care și Iustin Pârvu) care au luptat pe frontul sovietic în timpul celui de-al Doilea Război Mondial au adus aici părticele din moaștele Sfântului Mucenic Pantelimon. În timpul retragerii trupelor române, monahii nemțeni au găsit acele moaște într-o biserică ruinată din Rusia ateistă și le-au adus cu grijă în România, pentru a fi cinstite.

### Reînființarea mănăstirii
Mănăstirea Durău a fost desființată în anul 1959, lăcașul de cult devenind biserică de parohie. Preot a fost aici în perioada 1962-1964 ieromonahul Pimen Zainea (fost stareț la Mănăstirea Putna și viitor arhiepiscop al Sucevei și Rădăuților).
Ulterior, a fost înființat aici în 1972 un schit de călugări. Autoritățile comuniste au hotărât construirea stațiunii climaterice Durău în apropierea fostei mănăstiri. Astfel, biserica „Sfânta Sofia” din fostul cimitir al mănăstirii, precum și majoritatea chiliilor monahale din împrejurimi, au fost demolate în anul 1977.
În anul 1991, mitropolitul Daniel Ciobotea a transformat schitul de călugări în mănăstire de maici și a înființat Centrul Cultural-Pastoral „Sf. Daniil Sihastru”, loc de promovare a spiritualității ortodoxe în dialog ecumenic național și internațional. În interiorul Centrului a fost amenajat un paraclis care a fost pictat de arhimandritul Vartolomeu Florea. Centrul Cultural-Pastoral „Sf. Daniil Sihastru” a fost sfințit la 30 octombrie 1995 de către patriarhul Bartolomeu I al Constantinopolului, alături de alți înalți ierarhi, în prezența a numeroși clerici și credincioși.
Pereții exteriori ai bisericii au fost consolidați în întregime în perioada 1999-2001.
Biserica Mănăstirii Durău a primit în anul 2003 și un al doilea hram - „Sf. Pantelimon”, cu binecuvântarea mitropolitului Daniel Ciobotea.

## Arhitectura bisericii
Biserica „Buna Vestire” este construită în plan triconc, cu trei turle din lemn pe acoperiș. Interiorul lăcașului de cult este compartimentat în patru încăperi: pridvor, pronaos, naos și altar. Pridvorul este separat de pronaos printr-un perete de zid străpuns de o ușă. Pe peretele deasupra ușii se află câte o pisanie (pe cel din pridvor pisania originală cu caractere chirilice, iar pe cel din pronaos inscripția pictată în 1937). Pronaosul și naosul au bolta de formă semisferică sprijinită direct pe pereți.
Catapeteasma bisericii este sculptată în lemn de tei și poleită cu aur, fiind pictată de un pictor de la Constantinopol în 1853. Printre icoanele vechi ale mănăstirii se află și o icoană argintată a Maicii Domnului care datează din secolul al XVIII-lea și este considerată a fi făcătoare de minuni.

## Alte clădiri
În incinta mănăstirii se află și alte clădiri vechi și anume:
- vechea clopotniță de lemn, construită în secolul al XVIII-lea [2] sau, după alte surse, în perioada 1830 - 1835 [1]
- casa clădită de mitropolitul Veniamin Costachi în apropierea bisericii
- turnul clopotniță de la intrarea în mănăstire a fost construit în prima jumătate a secolului al XIX-lea, la intrarea dinspre est în incinta mănăstirii. El are două etaje: la primul etaj al turnului se află paraclisul cu hramul Schimbarea la Față, pictat în 1938 de monahul Varahil Moraru, iar la cel de-al doilea etaj este camera clopotelor. În paraclisul de la primul etaj sunt păstrate multe icoane vechi executate de pictori de pe valea Bistriței, precum și diferite obiecte bisericești vechi cu valoare de patrimoniu.[2]

## Pietre funerare
Lângă zidul nordic al bisericii se află câteva pietre de mormânt încastrate în zid sau în trotuar. Acestea sunt ale următoarelor persoane:
- protosinghelul Serafim Ionescu (d. 1896). Pe piatra sa de mormânt încastrată în zidul nordic al bisericii se află săpată următoarea inscripție: „NI KA. Aicea se odihnește robul lui D.deu protosinchelul Serafimii Ionesku incetat din viață la 27 agust 1896. Dumnedeu sel erte”.
- protosinghelul Chesarie Stele (1888-1943) - fost stareț. Pe piatra sa de mormânt încastrată în trotuar se află săpată următoarea inscripție: „Îspre eternă amtire aici odihniește robul lui D-zeu potrosâjer Chesare Stele, fost stareț al m-tri D-rău, născut anu 1888 și decedat 21 august 1943. D-zeu să-l erti.”

## Călători
În povestirea „O primblare la munți” (1844), scriitorul Vasile Alecsandri relatează o călătorie prin munți la Mănăstirea Pângărați, ocazie cu care a ajuns la schitul Hangu și la schitul Durău. Deși erau flămânzi, ei au plecat de la Hangu la Durău, unde, după ce s-au rătăcit pe drum și au fost călăuziți de un cioban, au aflat că nu se găsește nimic de mâncare. Ei au făcut drumul înapoi la Hangu, unde au mâncar „ca lupii din Valahia”.
Printre cei care au trecut pe la Durău se află și scriitorul Alexandru Vlahuță (1858-1919). El și-a descris acea călătorie în capitolul „În munții Neamțului” din volumul România pitorească (1901). După ce trece Bistrița, el urcă Ceahlăul pornind din „larga fâneață de pe poalele Ceahlăului” de la schitul Durău. Liniștea este străpunsă de sunetul toacei. Grupul din care făcea parte scriitorul urcă pe munte de pe cărarea ce ducea din poiana schitului. De pe Curmătura Arșiții scriitorul vede schitul Durău „cuibărit ca în fundul unei prăpăstii”. Drumeții coboară de la Cascada Duruitoarea pe albia răului și sosește la Durău pe când se înnopta, iar lumea începuse a se neliniști de întârzierea lor.

## Imagini

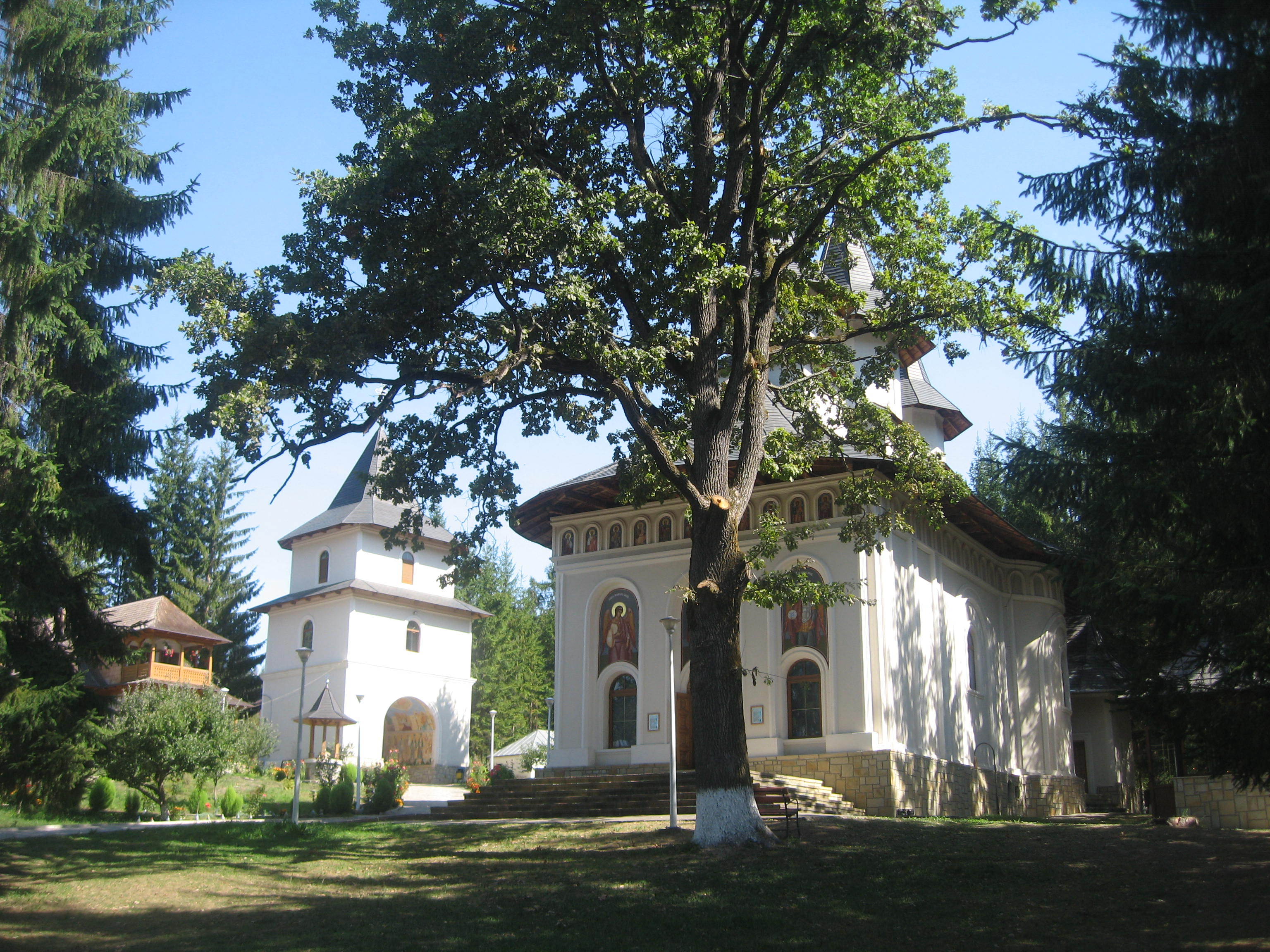
Biserica „Schimbarea la Faţă” şi turnul-clopotniţă de zid
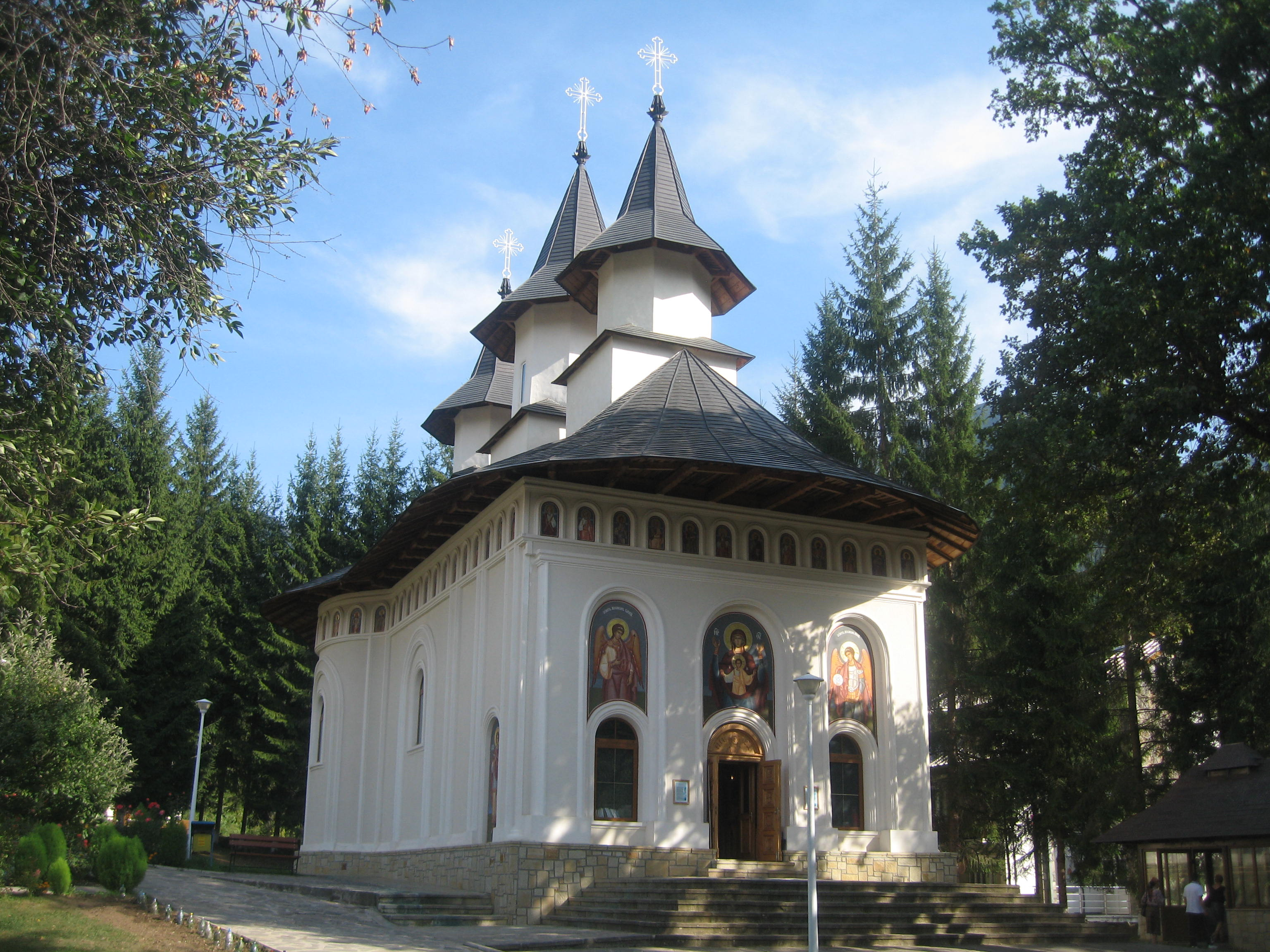
Biserica „Schimbarea la Faţă”
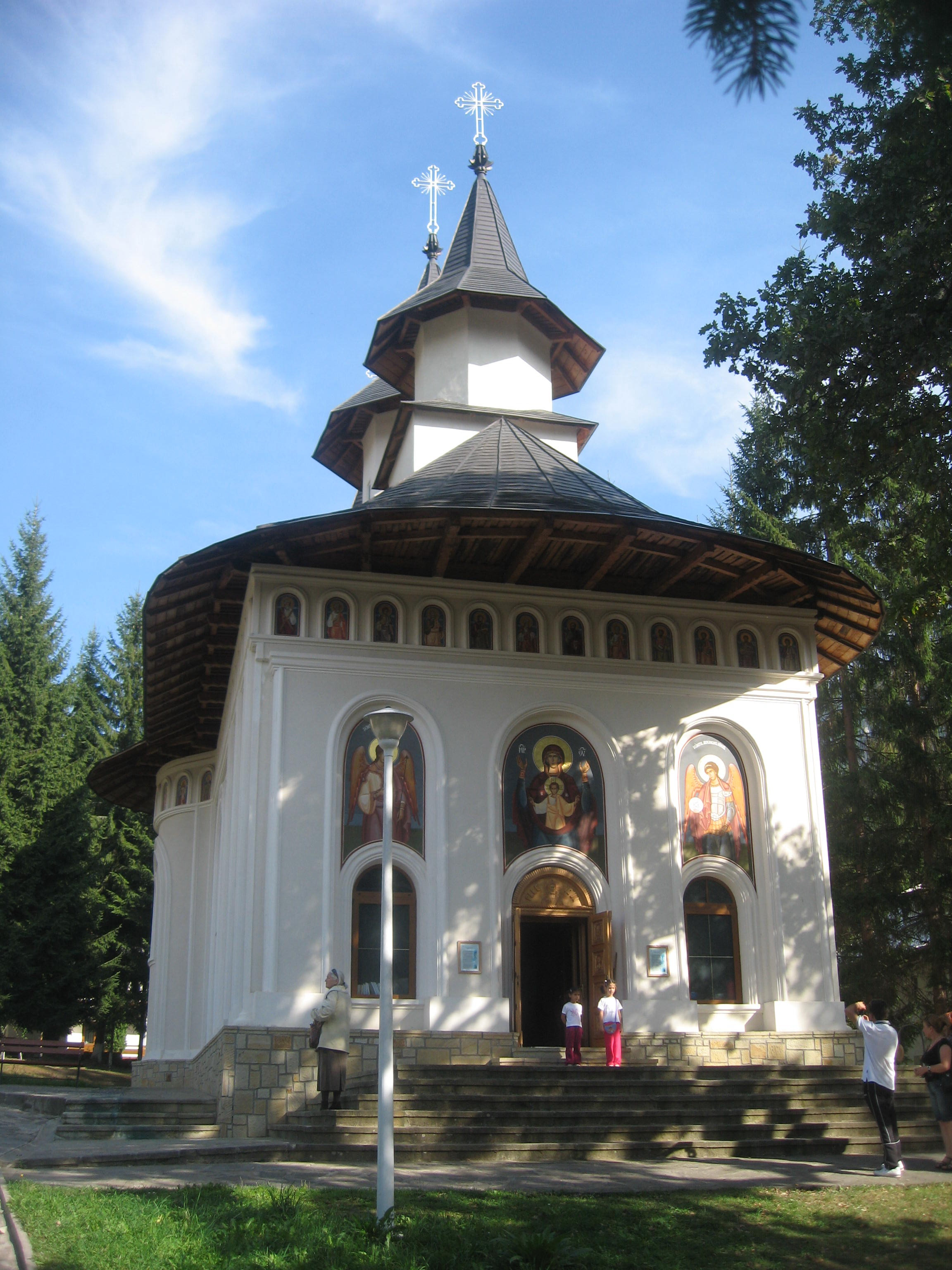
Biserica „Schimbarea la Faţă”
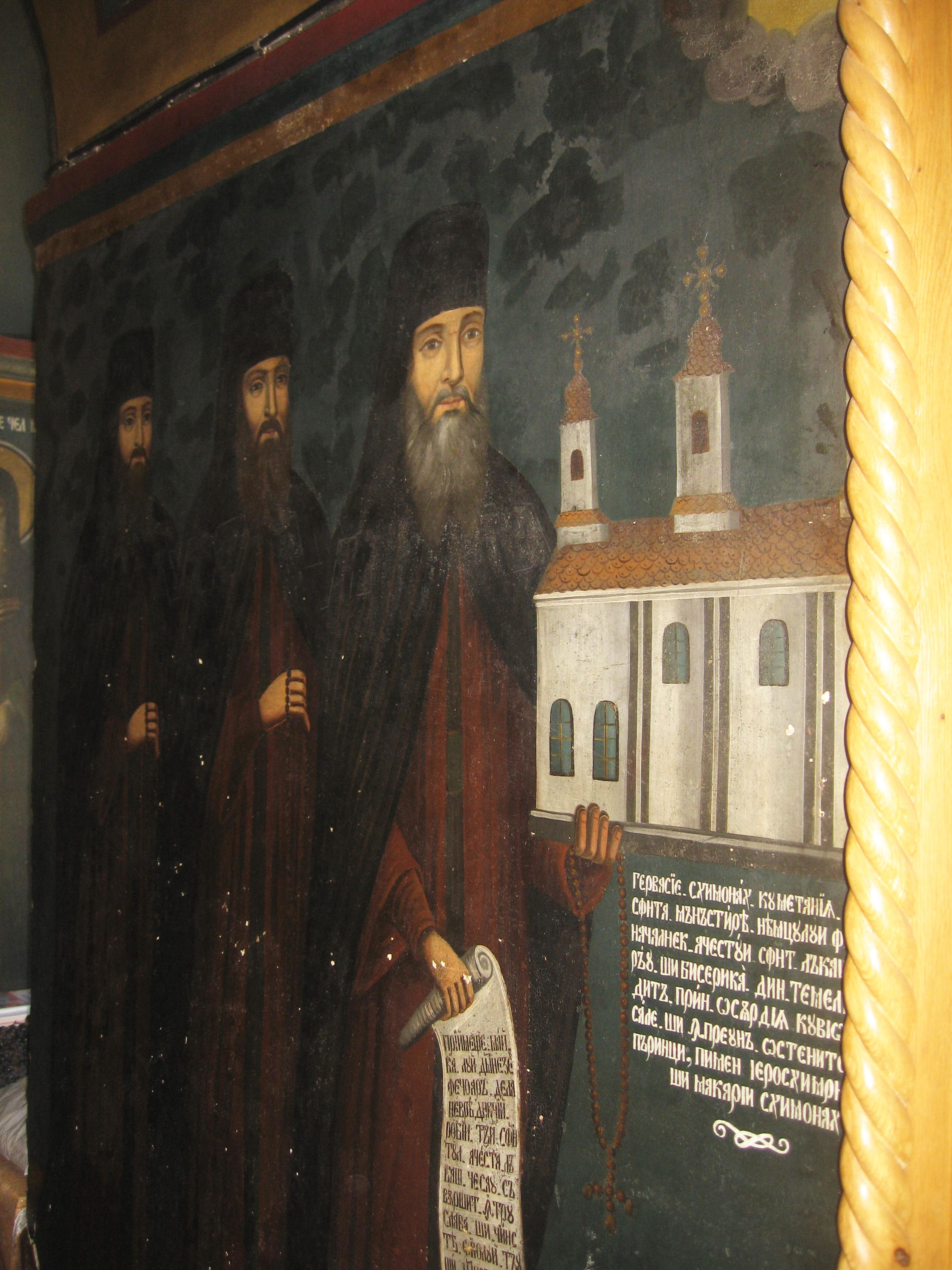
Tabloul votiv pictat în stânga intrării în pridvor
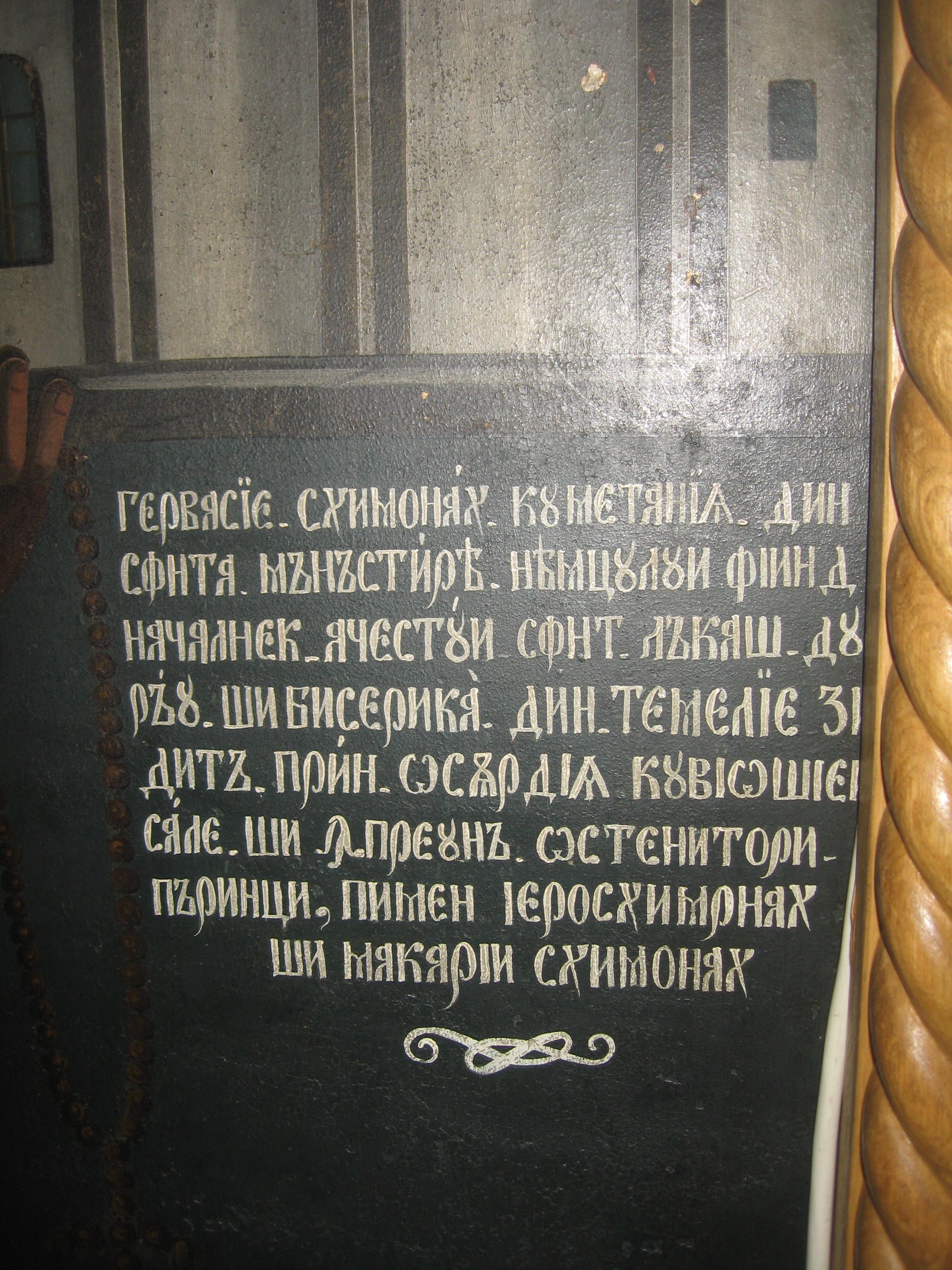
Pisania pictată în stânga intrării în pridvor
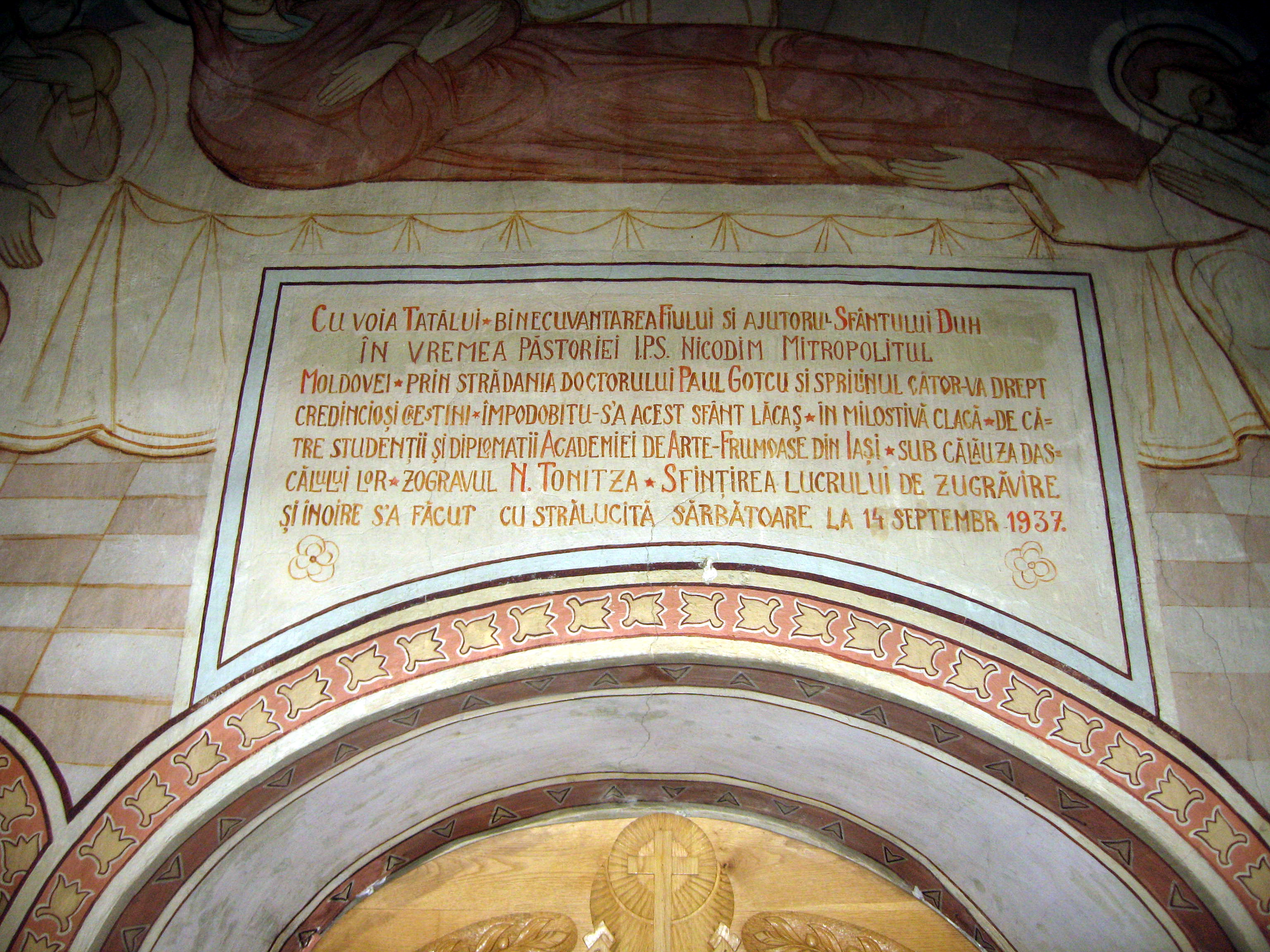
Pisania pictată deasupra intrării în pronaos
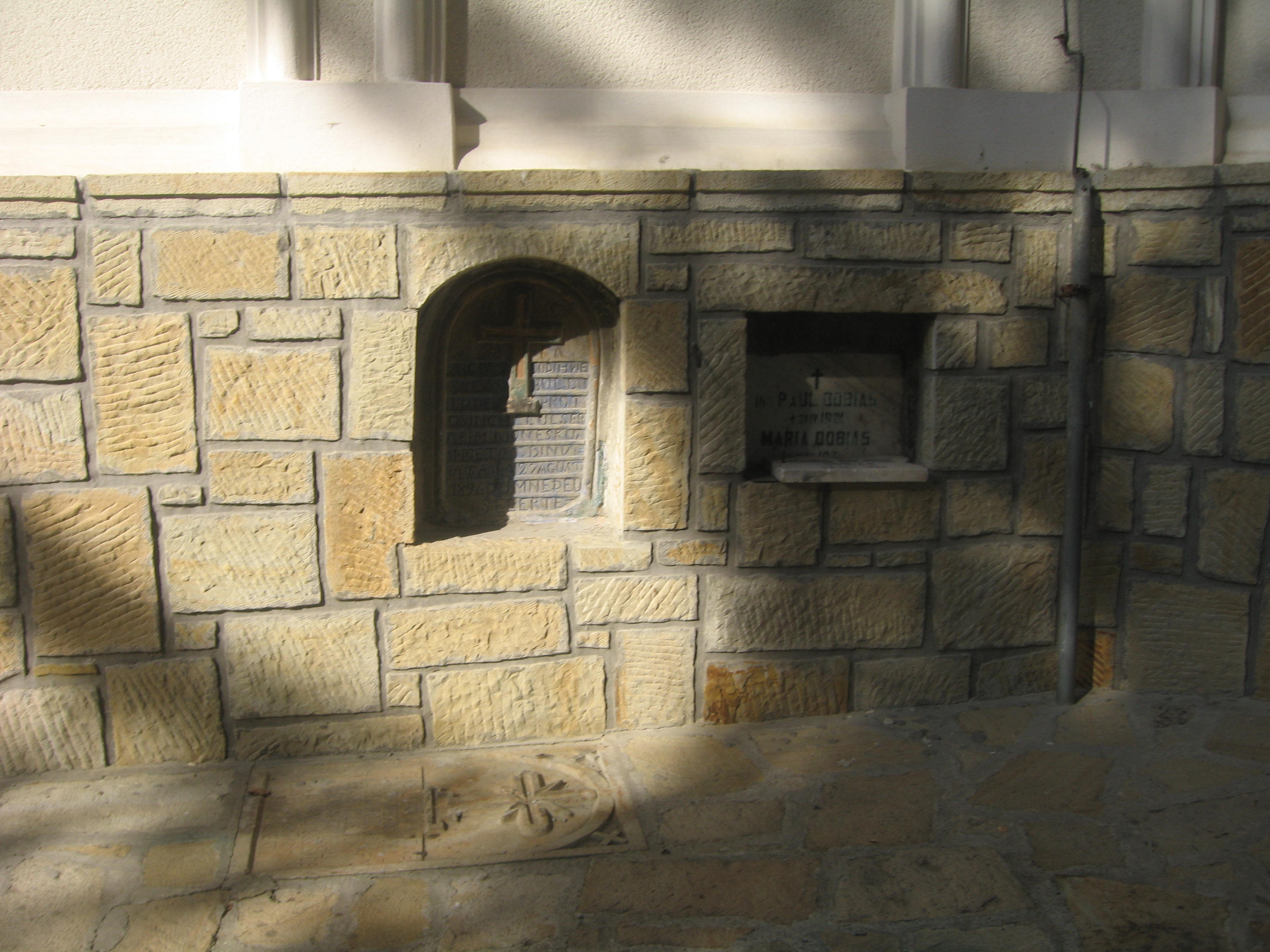
Pietre funerare lângă zidul nordic al bisericii
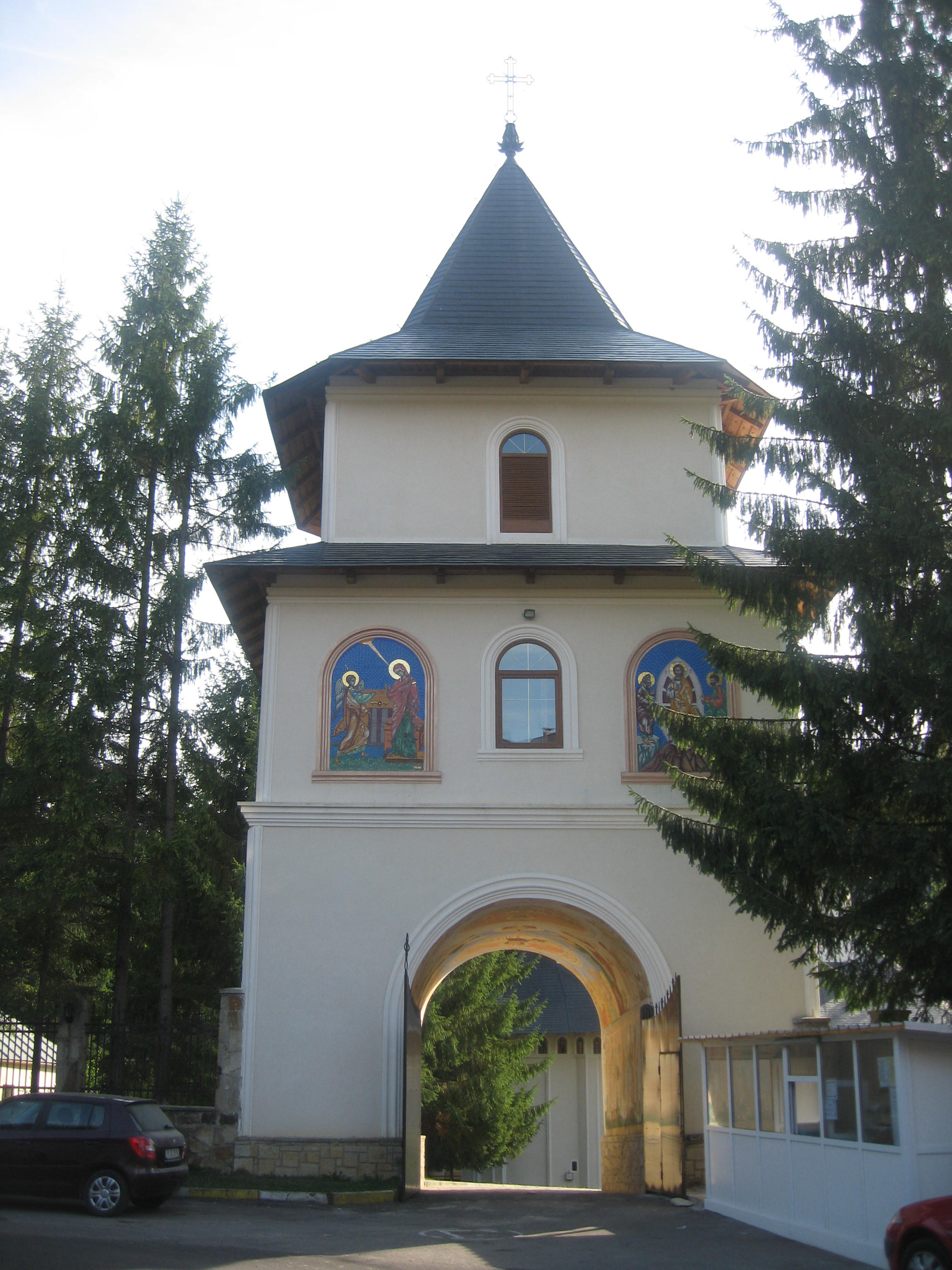
Turnul clopotniţă de zid
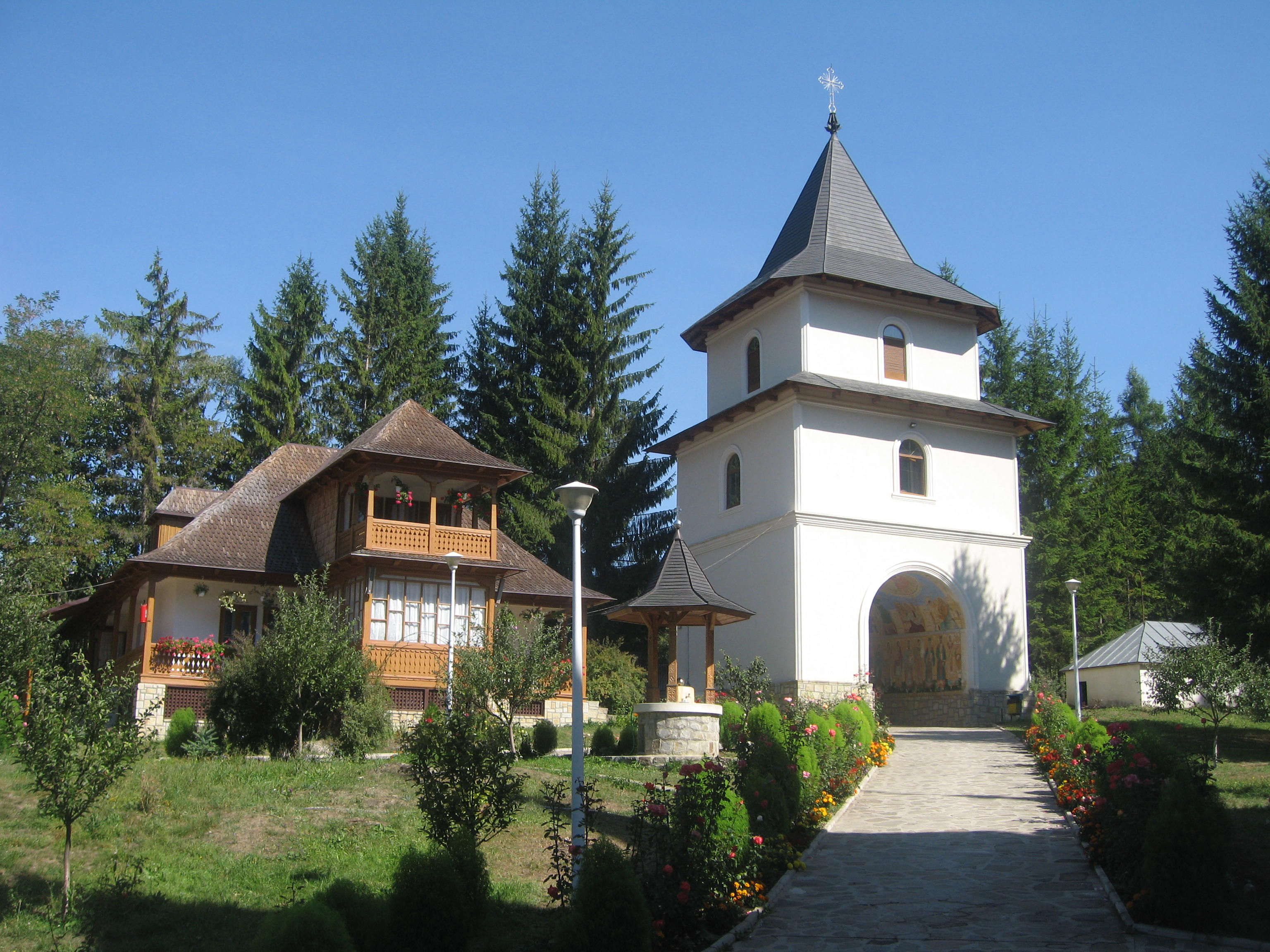
Turnul clopotniţă de zid
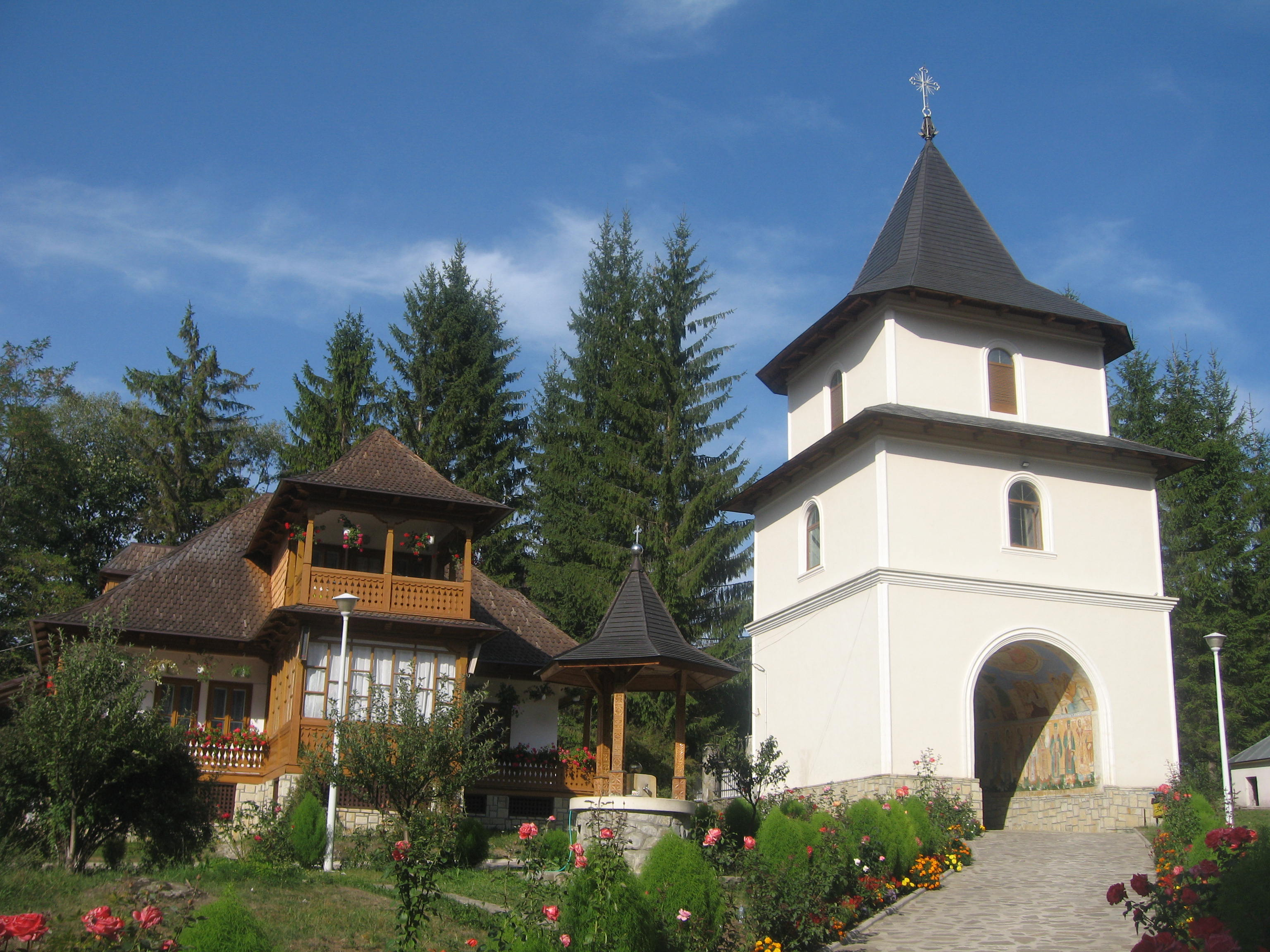
Turnul clopotniţă de zid
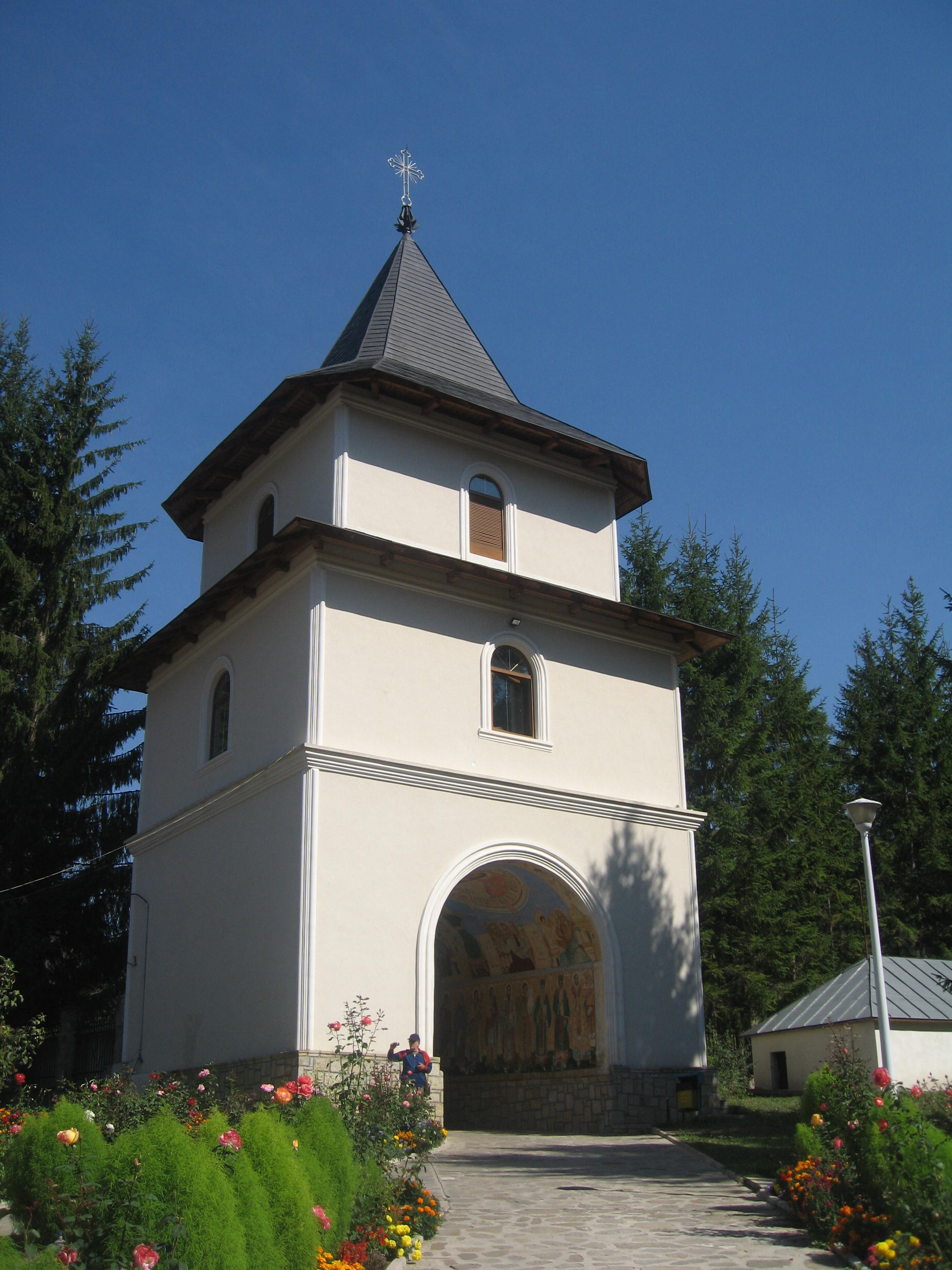
Turnul clopotniţă de zid
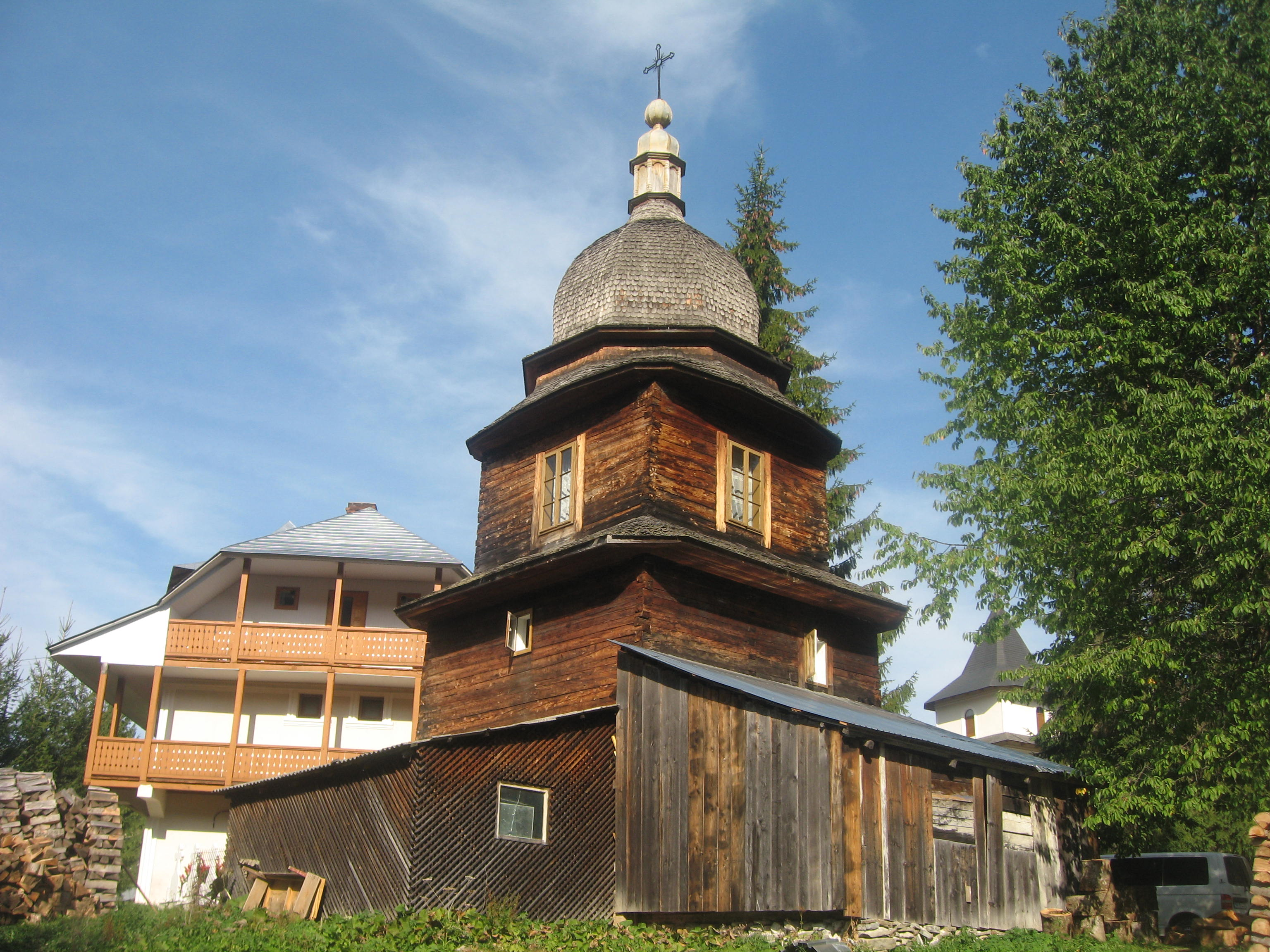
Vechea clopotniţă de lemn
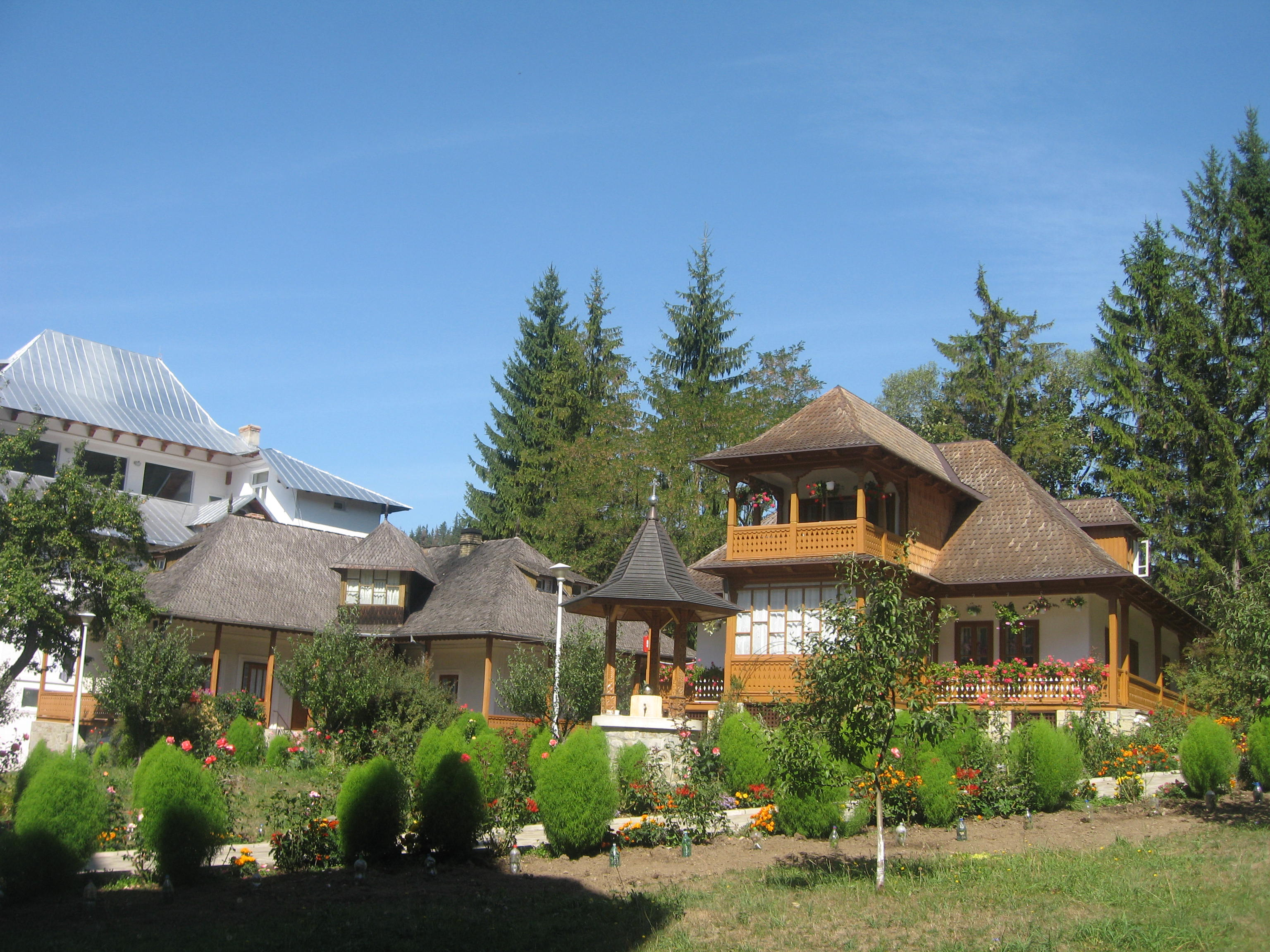
Casa monahului Varahil şi casa mitropolitului Veniamin Costachi
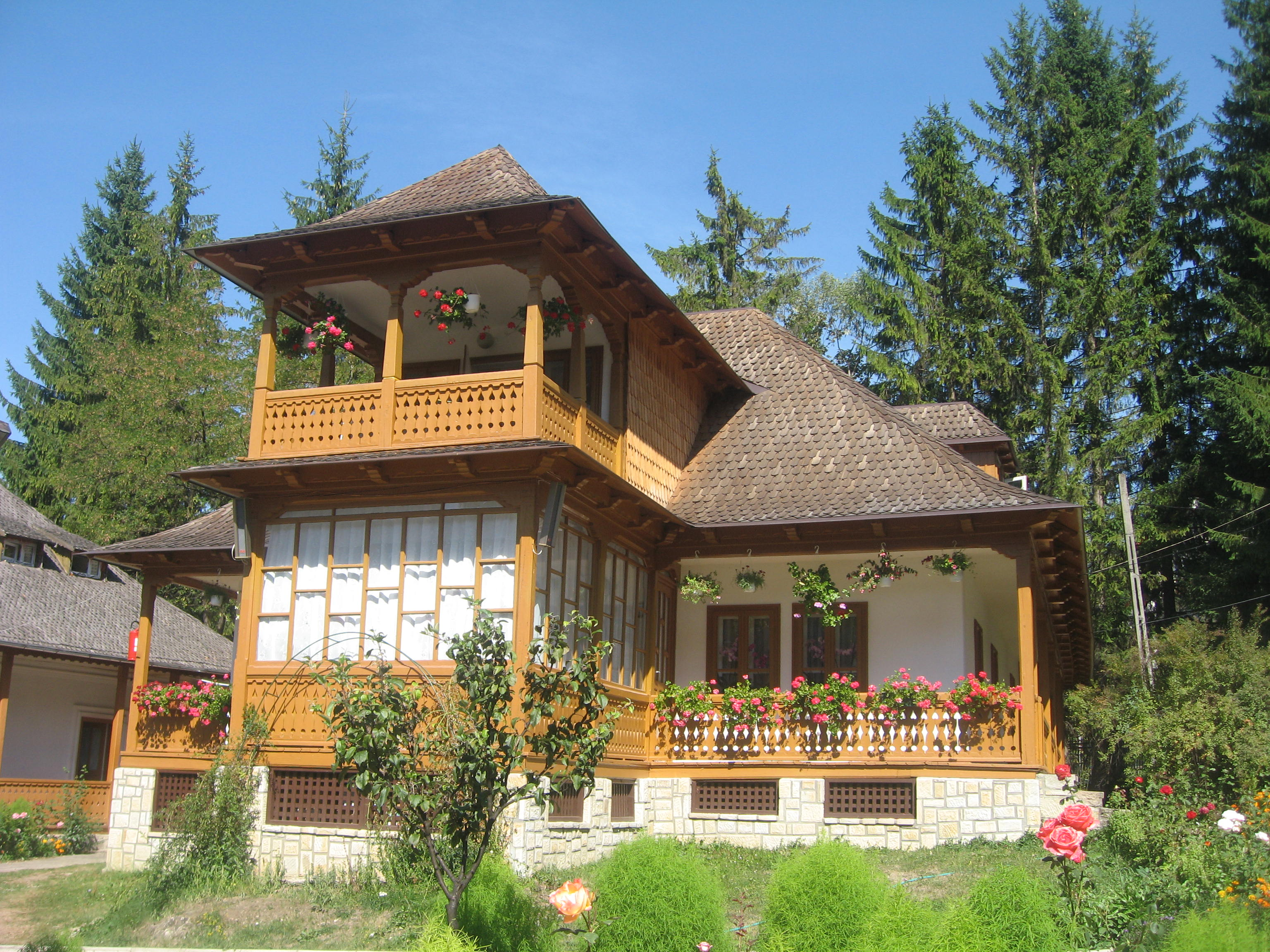
Casa mitropolitului Veniamin Costachi
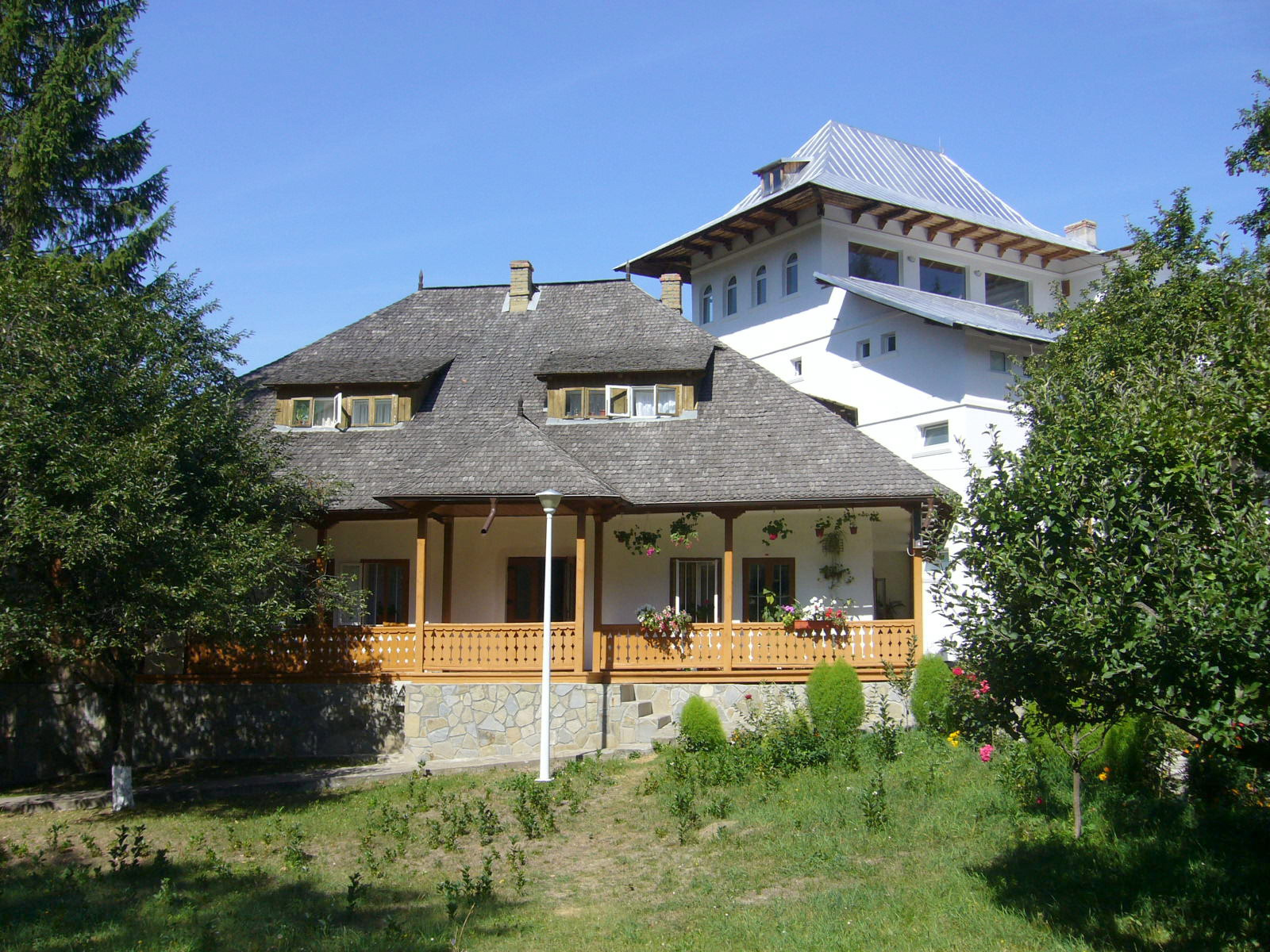
Stăreţia